# Desulfurococcales
Ordre
Les Desulfurococcales sont un ordre d'archées de la classe des Thermoprotei.

## Systématique
L'ordre des Desulfurococcales a été créé en 2002 par les microbiologistes allemands Harald Huber (d) et Karl Stetter.

## Liste des non-classés et familles
Selon The Taxonomicon (18 octobre 2022) :
- famille Desulfurococcaceae Zillig & Stetter, 1983
- famille Pyrodictiaceae Burggraf et al., 1997